# Curas villeros

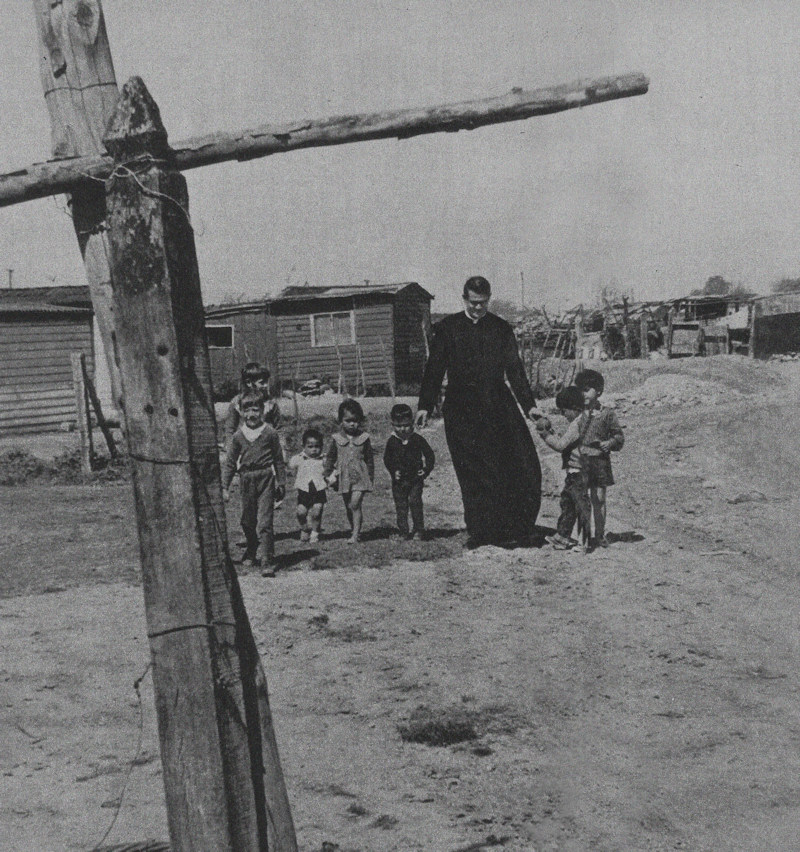
El cura villero Francisco «Pancho» Soares en Villa Barragán, Tigre, 1965. Soares fue asesinado por su militancia política en 1976.

Curas villeros es un movimiento de sacerdotes de la Iglesia católica surgido en Argentina a fines de la década de 1960 que viven en las villas miseria o barriadas precarias y que promueve el compromiso activo y la acción pastoral con las personas que la habitan. El movimiento de curas villeros se relaciona en sus orígenes con el Movimiento de Sacerdotes para el Tercer Mundo, con la Teología de la liberación y con la opción por los pobres. Tiene como referente al sacerdote Carlos Mugica, asesinado en 1974 por un grupo parapolicial, considerado como mártir por el movimiento. El papa Francisco cuando fue Arzobispo de Buenos Aires creó institucionalmente la Vicaría de Villas de Emergencia.

## Historia
Los curas villeros tienen como antecedente el movimiento de origen francés de curas obreros, en especial la experiencia de curas obreros impulsada a comienzos de la década de 1960, por el obispo de Avellaneda Jerónimo Podestá. Contemporáneamente el sacerdote Arturo Paoli fundó en 1960 la Cooperativa Fortín Olmos en la localidad de Fortín Olmos, en el norte de la Provincia de Santa Fe. Paoli está considerado como uno de los padres de la Teología de la liberación con libros como Diálogo de la liberación (1969) y ha sido uno de los referentes teológicos del Papa Francisco. Estos procesos se desarrollaron en el marco del Concilio Vaticano II (1959-1962). 
En 1967 se formó el Movimiento de Sacerdotes para el Tercer Mundo y al año siguiente, un grupo de sacerdotes pertenecientes al movimiento tomaron la decisión de comenzar a vivir en las villas miseria y comprometerse con sus necesidades y sus luchas.
En 1969 el arzobispado de Buenos Aires creó el Equipo de Sacerdotes para las Villas de Emergencia (ESVE). En 1974 el grupo parapolicial Triple A asesinó a Carlos Mugica, uno de los curas villeros más conocidos, quien había construido la parroquia Cristo Obrero en la Villa 31, ubicada en el barrio de Retiro. En 1976 el cura Daniel de la Sierra instaló en una vivienda prefabricada la parroquia de la Villa 21 -años después denominada Nuestra Señora de Caacupé, en el barrio de Barracas y encabezó la lucha de la villa contra los intentos de erradicación de la dictadura militar que tomó el poder ese año. La represión, la dictadura y la falta de apoyo de las autoridades de la propia Iglesia Católica, limitaron el movimiento, que a fines de la década de 1990 reunía ocho sacerdotes en Buenos Aires. En 1996 se hizo una huelga de hambre de sacerdotes en villa 31 por el derecho a la tierra pues el entonces intendente Domínguez envió topadoras para desalojar a la población De la Villa . Gracias a la huelga,  el gobierno tuvo que desistir de las medidas. Entre los sacerdotes estaba Rodolfo Ricciardelli quien durante 40 años fue párroco en la villa 1 11 14 de bajo flores. Estos sacerdotes de los años 80/90 resistieron etapas de extrema pobreza devenidas de la dictadura y ayudaron en la incipiente democracia a la organización por la vivienda urbanización y cooperación entre los habitantes de todos los asentamientos de la ciudad de Buenos Aires. 
En 1997 Jorge Bergoglio fue nombrado arzobispo de Buenos Aires y una de sus principales decisiones fue potenciar el movimiento, que alcanzó a veintidós sacerdotes en 2010 y veinticuatro en 2014.
En 2007 el Equipo de Sacerdotes para las Villas de Emergencia elaboró su primer documento titulado "Reflexiones sobre la urbanización y el respeto por la cultura villera".
En marzo de 2009 el ESVE dio a conocer su segundo documento, titulado "La droga en las villas. despenalizada de hecho". Como consecuencia del documento y la acción de los curas villeros, fue amenazado de muerte el padre José María Di Paola, cura de la villa 21 y más conocido como el Padre Pepe. Pocos meses después el arzobispo Bergoglio creó la Vicaría para las Villas de Emergencia, designando al padre Di Paola como vicario de la misma.
En 2014, al cumplirse 40 años del asesinato de Carlos Mugica, el ESVE publicó su tercer documento, titulado "En la Iglesia, la vida por Dios, la vida por el Pueblo".
El padre Di Paola explicó la razón de ser de los curas villeros, diciendo que solo viviendo en las villas era posible comprender su cultura y sus necesidades:

Nuestra experiencia es que mientras veníamos de visita teníamos una comprensión muy acotada de esta realidad, un conocimiento mediado  por prejuicios, teorías y por la (des) información que publicaban los medios masivos de comunicación. Este conocimiento fue dando lugar a otro más directo, sin otro mediador que la luz de la fe.
José María Di Paola